# Axel Jørgensen Urne
Axel Jørgensen Urne til Brobygård, Viffertsholm og Kjellerup (5. februar 1598 på Viffertsholm, begravet 4. februar 1653 i Svenstrup), matematiker og godsejer.
Hans forældre var Jørgen Axelsen Urne til Brobygård, og Margrethe Axeldatter Viffert til Viffertsholm. Axels farfar var Axel Knudsen Urne, Danmarks Rigskansler.